# Guatteria macropetala
Guatteria macropetala este o specie de plante angiosperme din genul Guatteria, familia Annonaceae, descrisă de Robert Elias Fries. Conform Catalogue of Life specia Guatteria macropetala nu are subspecii cunoscute.